# Viaje a lo desconocido
Viaje a lo desconocido es un programa de radio español que se emitió en Radiocadena Española entre enero de 1980 y enero de 1981. El programa trataba temas de misterio, ocultismo y parapsicología y contaba con entrevistas a profesores y expertos en estas materias. Fue uno de los programas pioneros entre los dedicados en la radio al misterio y lo paranormal.
Estaba dirigido por Luis Jiménez Marhuenda, periodista especializado en estos temas que afirmaba haber sido contactado por los ummitas, y lo conducía Raúl Torres.

## Temas
A lo largo de los diecinueve programas, se tocaron temas como la "Operación Reclamo", a través de la que un grupo de jóvenes pretendía contactar con extraterrestres a través del sonido de las abejas; el caso de Filiberto Cárdenas, un cubano residente en Miami que en 1979 afirmó haber sido abducido por extraterrestres delante de tres personas; las ruinas de Numancia; psicofonías -incluyendo una de un asesinado por terrorismo en País Vasco a finales de los 70-; la lotería, o meigas y espiritismo.
Durante esos programas se entrevistó también al célebre periodista y parapsicólogo Enrique de Vicente,  a la cantante y autodenominada vidente Carmen de Veracruz, al faquir conquense Daja-Tarto o al escritor, director de cine y documentalista Juan García Atienza.